# Cantharellus luteocomus
Cantharellus luteocomus är en svampart som beskrevs av Howard Elson Bigelow 1978. Cantharellus luteocomus ingår i släktet Cantharellus och familjen kantareller.   Inga underarter finns listade i Catalogue of Life.